# یواس‌اس گلادیاتور (ای‌ام-۳۱۹)
یواس‌اس گلادیاتور (ای‌ام-۳۱۹) (به انگلیسی: USS Gladiator (AM-319)) یک کشتی است که طول آن 221' 2" می‌باشد. این کشتی در سال ۱۹۴۳ ساخته شد.